# Аналіз беззбитковості
Аналіз беззбитковості чи аналіз витрат, відомий також як CVP аналіз, обсягів виробництва і прибутковості підприємства — здійснюється з метою визначення кількості одиниць товару, необхідної для продажу, чи обсягу реалізації послуг, аби окупити всі витрати. Це метод вивчення взаємозв'язку між витратами і доходами при різному рівні виробництва, і саме тому він надзвичайно корисний на стадії підготовки й аналізу майбутнього проекту, а також на стадії його реалізації. Рівень беззбитковості по прибутку досягається при такому обсязі реалізації, виручки від якого досить для покриття всіх операційних витрат, включаючи амортизацію; рівень беззбитковості по грошовому потоці може бути отриманий, якщо замінити суму зносу основних активів на суму, необхідну для погашення заборгованості.
Ключовими показниками маржинального аналізу є:
- змінні витрати;
- постійні витрати;
- маржинальний дохід
- критичний обсяг виробництва (поріг рентабельності, точка беззбитковості);
- запас фінансової міцності;
- ефект виробничого (операційного) важеля.